# Zanthoxylum macranthum
Zanthoxylum macranthum là một loài thực vật có hoa trong họ Cửu lý hương. Loài này được (Hand.-Mazz.) C.C. Huang miêu tả khoa học đầu tiên năm 1957.